# Río Choapa
Río Choapa är ett vattendrag   i Chile.   Det ligger i regionen Región de Coquimbo, i den centrala delen av landet, 220 km norr om huvudstaden Santiago de Chile.
Omgivningen kring Río Choapa är det mycket glesbefolkat, med 4 invånare per kvadratkilometer.